# Щербак Артем Юрійович
Артем Юрійович Щербак (нар. 3 вересня 1996, Керч, Україна) — український та російський футболіст, нападник та півзахисник.

## Життєпис
Народився в Керчі, проте футбольну освіту здобув у донецькому «Металурзі». Виступав за дубль «металургів» (21 матч, 3 голи). У 2014 році повернувся до Криму, після його окупації отримав російське громадянство. Виступав за керчинський «Океан», а також його фарм-клуб — «Океан-2».
7 лютого 2019 року підписав 1,5-річний контракт з «Тюменню». Незважаючи на наявність російського паспорта в заявці ФНЛ на сезон мав статус «легіонера». Дебютував за нову команду 3 березня 2019 року в програному (0:2) виїзному поєдинку першості ФНЛ проти новосибірського «Сибіру». Артем вийшов на поле на 56-й хвилині, замінивши Максима Вотінова. Загалом провів за клуб 9 ігор.
На початку 2020 року повернувся до окупованого Криму, де грав за місцеві клуби «Євпаторія» та «Океан» (Керч).
Влітку 2021 року перебрався до підмосковного клубу «Олімп-Долгопрудний», який дебютував у ФНЛ Росії, другому дивізіоні країни. Дебютували у складі свого нового клубу у стартовому матчі чемпіонату на виїзді з нижньокамськомим «Нафтохіміком» (0:1). Щербак відіграли весь поєдинок без замін, при цьому не реалізував вихід віч-на-віч з голкіпером господарів. Загалом Артем Щербак провів за «Олімп-Довгопрудний» у всіх турнірах сім матчів і забив один гол, після чого у січні 2022 року покинув команду.
Згодом грав у медіафутбольній лізі за клуби 2DROTS та Fight Nights, а потім виступав у чемпіонаті Москви за клуби «Уралець» та «Трудові резерви».